# Abrochia leovazquezae
Abrochia leovazquezae là một loài bướm đêm thuộc phân họ Arctiinae, họ Erebidae.